# Šaštín-Stráže
Šaštín-Stráže (in ungherese Sasvár–Morvaőr, in tedesco Schoßberg-Strascha) è una città della Slovacchia facente parte del distretto di Senica, nella regione di Trnava. Trae origine da due insediamenti separati ed è oggi una delle città più recenti della Slovacchia, poiché ha ottenuto lo status di città il 1º settembre 2001.

## Geografia fisica
La città è situata nella pianura delle Záhorie, a circa 18 km da Senica e 65 km da Bratislava. Il fiume Myjava attraversa la città, separandola in due parti.

## Storia
La prima menzione di Šaštín-Stráže in un documento storico risale al 1218. Nel Medioevo l'insediamento era parte della frontiera fortificata dei Székely, che segnava il confine del Regno d'Ungheria.
Šaštín e Stráže nad Myjavou furono per lungo tempo due villaggi separati, nel 1961 furono uniti con il nome di Šaštínske Stráže, che nel 1971 è stato sostituito dalla denominazione attuale.

## Monumenti e luoghi d'interesse

### Architetture religiose
- Basilica dei Sette Dolori della Vergine Maria, è uno dei più importanti santuari mariani della Slovacchia, dedicato alla Madonna dei Sette Dolori, patrona della Slovacchia. Numerosi pellegrinaggi si svolgono ogni anno, le ricorrenze principali sono Pentecoste e la Madonna dei Sette Dolori (il 15 settembre).[3]

## Società

### Evoluzione demografica
Secondo il censimento del 2001 dei 5 005 abitanti, il 95,44% era composto da slovacchi, il 2,06% da rom e l'1,50% da cechi. L'88,45% della popolazione si dichiarava cattolico di rito romano, il 7,31% senza affiliazioni religiose e l'1,34% luterano.